# Yokosuka E14Y
E14Y (Кодовое наименование союзников — «Гленн», англ. Glen), Гидроразведчик СПЛ-0 ВМС Императорской Японии  (яп.  Рэйсики когата суйдзёки/Кайгун кугисё и-дзюён-эй, Малый гидросамолет образца Ноль/E14Y конструкции авиаКБ ВМС) — цельнометаллический гидроразведчик подводного базирования ВМС Императорской Японии. Разработан в авиационном КБ  ВМС коллективом М. Ямады. Первый полет в 1939 г., принят на вооружение в 1940 г. под строевым шифром СПЛ-0. 
Гидроразведчик подводного базирования для авиаразведчика проекта S37 разработан совместно коллективами УПЛ ГУК ВМС, авиаКБ ВМС и авиазавода Ватанабэ. Для облегчения конструкции машина имеет трубный каркас, алюминиевую и полотняную (хвостовая часть) обшивку. Крыло/оперение с металлическими лонжеронами/деревянными нервюрами, поплавки цельнометаллические. Запас авиабензина 200 л, дальность 480 км. Полезная нагрузка — пара ОФАБ-60/ОЗАБ-76. Летчик и наблюдатель располагаются в остекленной кабине, вооружение летнаба включает турельный АП-92 и КВ-радиопередатчик для связи с ПЛ. Подготовка катапультного вылета в штиль 15 минут (опытный расчет до 6,5 минут).
В сентябре 1942 г. СПЛ-0 авиаБЧ I-25 сбросил  две ОЗАБ-76 на метрополию США (ш. Орегон). Авианалет должен был вызвать обширные пожары в лесных массивах, но реальный эффект был незначительным (единственный случай авианалета на метрополию США за войну).

## Тактико-технические характеристики
Технические характеристики
- Экипаж: 2 чел.
- Длина: 8,54 м
- Размах крыла: 11 м
- Высота: 3,8 м
- Площадь крыла: 19 м²
- Масса пустого: 1,1 т
- Нормальная взлётная масса: 1,5 т
- Максимальная взлётная масса: 1,6 т
- Силовая установка:  × радиальный Хитачи-Амакадзэ
- Мощность двигателей:  × 340 л.с.

Лётные характеристики
- Максимальная скорость: 250 км/ч
- Крейсерская скорость: 160 км/ч
- Практическая дальность: 0,9 тыс. км
- Практический потолок: 5,5 км
- Скороподъёмность: 5 м/с
- Нагрузка на крыло: 76,3 кг/м²
- Тяговооружённость: 175 Вт/кг

Вооружение
- Стрелково-пушечное: турельный АП-92
- Бомбы: ОФАБ-60 кг (Осколочно-фугасные авиабомбы)